# Oering
Oering ist eine Gemeinde im Kreis Segeberg in Schleswig-Holstein.

## Geografie

### Geografische Lage
Das Gebiet der Gemeinde Oering erstreckt sich östlich von der Stadt Kaltenkirchen im Naturraum Barmstedt-Kisdorfer Geest, einem Teilgebiet der Schleswig-Holsteinischen Geest.

### Nachbargemeinden
Unmittelbar umliegende Gemeindegebiete von Oering sind:
| Sievershütten |                                             | Seth    |
|               | Kompassrose, die auf Nachbargemeinden zeigt | Sülfeld |
| Nahe          | Itzstedt                                    |         |

## Geschichte
Der Ort gehörte ursprünglich zum Gut Borstel, das heute zur Gemeinde Sülfeld gehört.

## Politik

### Gemeindevertretung
Bei der Kommunalwahl am 14. Mai 2023 wurden insgesamt 13 Sitze vergeben. Von diesen erhielt die Wählergemeinschaft Oering acht Sitze, die FDP vier Sitze und eine Einzelbewerberin einen Sitz.

### Wappen
Blasonierung: „In Grün ein flacher silberner Wellengöpel, begleitet rechts und links von einem goldenen nach außen geneigten Lindenblatt und unten von einem goldenen siebenfach segmentierten Ring.“

## Wirtschaft und Infrastruktur

### Wirtschaftsstruktur
Die Wirtschaft von Oering ist überwiegend von der Urproduktion der Landwirtschaft geprägt. Im Ort ist der Raiffeisenmarkt Oeringer Mühle, heute ein Filialbetrieb des genossenschaftlich organisierten Landhandel-Unternehmens RAISA eG aktiv. Im Ort sind auch einige Handwerksbetriebe und weiteren Gewerbe- und Dienstleistungsbetriebe ansässig.

### Telekommunikation
Im Oktober 2008 wurde der Bau eines Glasfasernetzes beschlossen und 2010 alle Haushalte angeschlossen.

### Verkehr
Durch das Gemeindegebiet führt die schleswig-holsteinische Landesstraße 80. Die Strecke bindet weiter westlich in Kaltenkirchen an die Landesstraße 234 und in der Nachbargemeinde an die Bundesstraße 432 an.